# Scuola ufficiali carabinieri
Scuola ufficiali carabinieri   est une université militaire italienne assurant formation et la mise à niveau permanente des cadres officiers de l'arme des Carabiniers. Elle est située dans le Quartier Aurelio à Rome.

## Historique
L’Institut a vu le jour à Turin le 17 mai 1884 
.
En novembre 1885 il a été déplacé à Rome, dans un premier dans la  Caserma della Legione Allievi et en 1906, dans l'édifice où se trouve actuellement le Museo Storico dell’Arma.
En 1926, l'institut est transféré à Florence, dans la Caserma Santa Maria Novella jusqu'en 1951, année du «retour» à Rome (1951), dans le palazzo Vanvitelli, 23 Via Garibaldi.
Enfin, en 1976, il rejoint le lieu actuel, Via Aurelia qui porte le nom Ugo De Carolis; majeur de l'arme, tué aux « Fosses Ardeatines», médaille d'or à la valeur militaire.

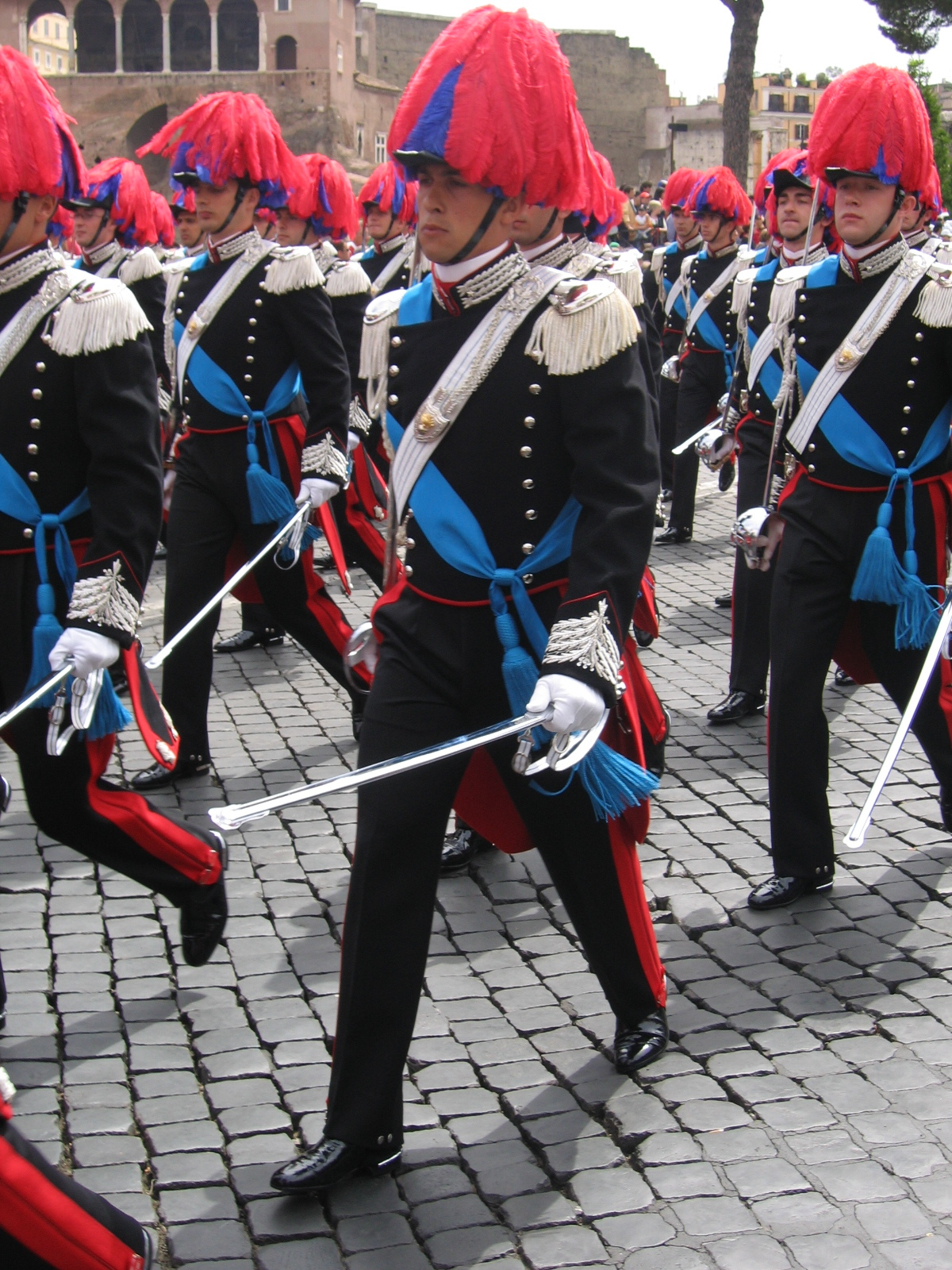
Élèves Officiers défilant en grande uniforme
Grade de Sous-lieutenant, porté par les élèves  1e et 2e année
Grade de Lieutenant,  3e année.